# موسی نثری
شیخ موسی نثری دستجردی در سال ۱۲۶۰ خورشیدی در دستجرد کبودرآهنگ متولد شد. روزنامه‌نگار، داستان‌نویس و از پیشگامان معارف همدان و از پیروان غمام همدانی بود. مدیریت مدرسه نصرت بر عهدهٔ او بود و از ابتدای تأسیس انجمن ادبی همدان عضویت آن را داشت و یک چند نیز رئیس انجمن بود. از ۱۳۰۴ مناصبی چون ریاست معارف همدان، کرمانشاه، کردستان، و قزوین را عهده‌دار گردید. در اواخر عمر در تهران اقامت گزید.

## آثار
او از نویسندگان پیشگام رمان‌های تاریخی است و در آثار خویش کوشش فراوان کرده‌است تا در ذکر وقایع دچار غلط‌های فاحش نگردد و از همین رو داستان‌هایش که آکنده از اسامی و سال وقوع اتفاقات است بیشتر به رسالهٔ تاریخی شباهت دارد؛ همین امر سبب شده‌است که این داستان‌ها چندان گیرا و سرگرم‌کننده نباشد. رمان تاریخی ـ عاشقانهٔ تاریخ غیرت را در هفده‌سالگی نوشت که به وقایع یورش عثمانی به همدان در ۱۱۳۶ ه‍.ق می‌پردازد. دست‌نویس این کتاب مدت‌ها مفقود بود و آن را اشتباهاً جلد نخست از رمان سه‌جلدی «عشق و سلطنت» می‌پنداشتند. دست‌نویس اخیراً (۱۳۹۸) یافته و منتشر شده‌است. سه‌جلدی تاریخی با نام‌های عشق و سلطنت یا فتوحات کوروش کبیر داستان تاریخی در شرح حال کوروش بزرگ، ستارهٔ لیدی و شاهزاده خانم بابلی که درواقع نوعی تاریخ باستانی اکباتان است. نثری از نخستین کسانی بود که به گزارش و شرح مثنوی معنوی همت گماشت. در انتشار روزنامهٔ آزاد ملی و مجلهٔ الوند و روزنامهٔ اتحاد نشریهٔ انجمن اتحاد همدان به ریاست غمام که از جهت تاریخ همدان در جنگ اول جهانی جزو اسناد اساسی است، مشارکت داشت. همچنین نثری، دیوان غمام همدانی را در سال ۱۳۳۴ با مقدمه‌ای مفصل تدوین کرد. نثری علاوه بر مهارت در نویسندگی، در ریاضیات نیز استعداد قابل‌توجهی داشت.
کتاب عشق و سلطنت یا فتوحات کوروش کبیر نام رمانی تاریخی عاشقانه از موسی نثری همدانی است. این کتاب در سال ۱۳۳۷ قمری در همدان چاپ شد. انتشار چند آگهی در روزنامهٔ اتحاد با مضمونِ انتشار رمانی به‌نامِ تاریخ غیرت، چندی پیش‌از چاپ رمان عشق و سلطنت، موجب این گمان شد که این دو نام مربوط به یک کتاب هستند. بعدها نویسنده برای رمان عشق و سلطنت جلدهای دوم و سومی نیز نوشت. از این قرار: ستاره لیدی و سلطنت زمان کوروش ۱۳۴۳ قمری و سرگذشت شاهزاده خانم بابلی ۱۳۱۰ شمسی. اخیراً مشخص شد تاریخ غیرت رمان دیگری است که احتمالاً نثری به دلایل سیاسیِ روز از چاپش منصرف شده، ولی دست‌نویسش را مدام با خود همراه داشته‌است. تااین‌که بعداز گذشت بیش‌از یک قرن، نوهٔ مؤلف، دکتر افسانه نثری، تصویر این دست‌نویس را دراختیارِ مهدی به‌خیال، پژوهشگر تاریخ همدان، قرار داد و در نشر طلایی، ذیل دانش‌نامهٔ استان همدان، پیوست دوم: هنری و ادبی، چاپ و منتشر شد. این رمان شیرین تاریخی ـ عاشقانه به وقایع یورش عثمانی به همدان و قتل‌عام مردم، و دفاع جانانهٔ تمام اقشار مردم همدان از شهر خود، در بهار و تابستان ۱۱۳۶ هـ.ق. می‌پردازد. کتاب متضمن اطلاعات دقیق مردم‌شناسی و شهرشناسی و معماری شهری همدان در اواخر عهد صفویه است.

## درگذشت
نثری در سال ۱۳۳۲ خورشیدی در سن ۷۲ سالگی چشم از جهان فروبست.